# Cal Sabater (Blanes)
Cal Sabater o cal Sabaté és una masia situada al municipi de Blanes, a la comarca catalana de la Selva. Es tenen referències de l'edificació des dels segles XVIII-XIX. Està ubicada a 67 metres d'altitud.

## Descripció
Masia petita formada per un sol cos de planta rectangular amb la façana principal orientada al sud i un petit cos de planta baixa annexat per la façana oest. La coberta és de teula àrab de dos aiguavessos i les obertures són d'arc rebaixat de maó i d'arc de llinda de maó. Es tracta d'una construcció modesta sense elements decoratius on s'observen diferents etapes constructives en els murs que indiquen ampliacions del cos principal per la façana nord. Propera a la masia hi ha una construcció moderna (segle xx) de planta baixa i primer pis construïda en fàbrica de maó amb la coberta d'un sol aiguavés de teula semi-plana. Es tracta d'una edificació destinada a l'avicultura, avui abandonada i en mal estat de conservació.